# 希山明里
希山 明里（きやま あかり、9月7日 - ）は、日本の女優、声優。
ラ・マシン搭乗時には英芸名にて参加。
2013年9月末まで別名で活動
アクロス エンタテインメント所属。
劇団BQMAPに所属。東京都江東区木場出身。
身長158cm。血液型はO型。星座は乙女座。
愛称は「隊員」「Carry」「きやちん」。弟は俳優・声優の望海将太郎。

## 来歴
高校卒業と同時にラジオDJを目指し、大学生活の傍ら、ラジオ局でアシスタントなどを務めるようになる。
卒業後単身でロサンゼルスに留学。ミュージカルを学び、現地でラジオDJを務める。
ニューヨーク、カナダのトロントに生活を移し、翌年帰国。
2009年横浜で開催した、横浜開国博Y150のメインイベント「la・machine（ラ・マシン）」に日本人パイロット代表10名に選出。
約半年、メインパイロットとして巨大ロボットの操縦・特殊効果を担当。
翌年2010年、BQMAPオーディションに参加。
2013年9月末まで別名にて活動。
2013年10月現在の芸名に改名、アクロス エンタテインメントに入社。
2015年3月劇団BQMAPを退団。これにより旧芸名での活動が完全終了する。「なめくじ劇場」にて全台詞英語のコントを主に担当。現在、国内外で声優、ナレーター、女優、ラジオパーソナリティとして活動中。
英語での声優活動に加え、2018年以降、海外での俳優活動を本格的に再開。2019年よりイギリスのStoneCrabs Theatreの公演に参加。2020年に「Heights Of Divine Apathy(Waiting of Godot）」にVladimir役で出演。全編英語での上演を行なった。

## 特色
父親の影響で特撮ヒーローを愛す。初恋はウルトラマンタロウ。永遠の憧れはシャドームーン。
口癖は「こよなくらぶ」
海外に単身留学（カリフォルニア、ニューヨーク、トロント）、英語を得意としている。

## 人物
幼い頃からバレーボール部に所属。
BQMAP20周年記念パンフレットにて『下町生まれの豆ヤンキー』と命名。
その後、所属事務所アクロスエンタテインメントによるラジオ「ACROSS☆TALK」にて『希山隊員』に。
以降、同番組リスナーの間で「隊員」の名で親しまれる。国外の居住経験はロサンゼルス、ニューヨーク、トロント、ルーマニアほか。

## 出演作品（声優・ナレーター活動）
太字は主役・主要キャラクター

### アニメ
2011年
- BeeTV「ロマンスの泉」（主演小林なつみ）

2012年
- TV 新テニスの王子様（英少年※英語）
- 「旅するぬいぐるみ」（英少年※英語）
- 映画「放課後ミッドナイターズ」（お化け、他 挿入歌コーラス）
- 三井不動産レジデンシャル　パークタワー東雲「東雲のソラに。」（剛/コンシェルジェ）

2013年
- 「テトラゴン」（鶴田誠治）

2016年
- 「JELLY JAMM」(グーモ)

2019年
- ブラッククローバー（男子生徒）
- クレヨンしんちゃん 新婚旅行ハリケーン 〜失われたひろし〜（人魚、ほか※英語）
- レゴシティ アドベンチャーズ（消防署長フレヤ・マクラウド）

- レイトン ミステリー探偵社 〜カトリーのナゾトキファイル〜（ダンテス・カイガスキー〈幼少期〉）
- 英語版「ラララ☆ララちゃん〜パタパタだいせんそう〜」（ペック※英語）
- 「FASTENING DAYS3」（娘）

2020年
- 英語版「ラララ☆ララちゃん〜ララっとまいにち〜」（ペック※英語）
- 「うんこドリル」（うんこねこ）

### ドラマCD
2020年
- 「嫌いでいさせて」（笠本ダイキ）

### ゲーム
2015年
- 「三國フロンティア」（兵士/戦士役）
- 「幻獣姫」（ネヴァン）

2021年
- けものフレンズ３（クズリ）

### 吹き替え
2020年
- 「スモールワールド　１５センチの魔法」（マリオ）

2021年
- バトル・オブ・ダンジア 魔獣大戦（ノミ〈リン・イエンロウ〉[2]）
- 「S.A.S. 特殊空挺部隊 史上最悪の極秘空輸ミッション」（ジェン・クェイド）

- 「ハートビート　ネクストステージ」（キキ）

- 「ゴー！ストップ・バスターズ」（セイラ）
- 「死霊探偵 ～俺たちゴーストハンターズ～」（アブリル）

2022年
- 「ディスカバリー・オブ・ウィッチーズ〜第3章 魔女の血族〜」（セリーヌ）

## 出演作品（俳優活動）
太字は主役・主要キャラクター

### 映画
2011年
- 「流れる雲よ〜未来から愛を込めて〜」（白橋弓）

2015年
- 「ラブ&ピース」園子温監督作品（街人/キャラクター各種/挿入歌）

### イベント
2008年
- 横浜開国博Y+150　はじまりの森　ENEOS「la・machine（ラ・マシン）」（特殊効果メインパイロットAkie）

2012年
- 円谷ウルトラヒーローショーinマレーシア （メインMC※英語）

- ニコニコ生放送　シャテンTV「S.T.Pアニマガ★工房」（メインMC（特撮担当））
- ニコニコ生放送　「パイナップルアイランド（メインMC）

2015年
- 「アサクサコレクション」（なめくじ劇場として参加/サイレントコント お婆ちゃん役）

2016年
- 「ACROSS★TALK PARtea！〜恵比寿でこんばんtea!〜」
- 「ACROSS FESTA!! 8.322+0.001Aniversary」（英語ナレーション/朗読劇第一夜/なめくじ劇場/ライブMC）
- showroom「アクロス一枚岩魂！」（姫だまゲスト）

2022年
- 「RK企画第一回公演 東北支援 ど根性ひまわり環境寄席」（MC）

### テレビ
2009年
- NHK BS hi「ハイビジョン特集　動け!巨大マシーン〜ある日君の住む街がガリバーの街に〜」

- NHK BS2 「絶対！ふるさと主義開港150周年記念　探検横浜ワンダーランド」

- おもいっきりDON！「横浜開国博Y+150特集」
- めざましテレビ「カル調！”ラ・マシン〜子供たちの夢とは？〜”」
- 台湾TV「民視電視台　GOGO！JAPAN」※英語インタビュー

### CM
2009年
- ENEOS（ラ・マシン/Akie）
- コカ・コーラ（ラ・マシン/Akie）

2012年
- au（石川県限定インコマーシャル）

2014年
- 人材派遣会社ホットスタッフ（主人公ミキの友人役）
- ソフトバンクモバイル（花嫁の妹役）

2015年
- 人材派遣会社ホットスタッフ（主人公ミキの友人役）
- 楽天大学

2016年
- 人材派遣会社ホットスタッフ（主人公ミキの友人役）

2017年
- あいおいニッセイ同和損保

2019年
- Docomo（母親役）
- Yahoo!「データフォレスト構想」

### ナレーション
2008年
- 「SPAM」　ラジオCM※英語（ロサンゼルス）
- 「マルコメ」ラジオCM※英語（ロサンゼルス）
- 「李錦記」ラジオCM※英語（ロサンゼルス）

2018年
- 日本テレビ「女神のマルシェ」ボイスオーバー

2019年
- 日本テレビ「女神のマルシェ」ボイスオーバー
- 日本テレビ「純烈　感謝の逸品とどけ隊なみだの恩返しSP」ボイスオーバー
- STB ヒグチ 「360do BRUSH」 子供編 ・ 大人編

2020年
- 日本テレビ「女神のマルシェ」ボイスオーバー

2021年
- 日本テレビ「女神のマルシェ」ボイスオーバー

- 丸山香里奈プロデュース「Be-HIP」

### 舞台
2010年
- BQMAP「太陽の砦」（新人/砦の女B）
- アトリエッジ飛行機雲2010「流れる雲よ〜未来から愛を込めて〜」（Aキャスト/白橋弓）
- Stick of Out BQMAP「ハミダス! 新人公演ハヤブサエレジー」（野々宮空）
- Kitty-Guys 3kg「ニューシネマパラダイちゅ♥」（松岡美紀）

2011年
- BQMAP20周年記念公演#1「大図〜月から江戸まで八百歩」（花魁/蝉若・お千代）
- 劇団K助Presents「オムニー3〜遅刻しただけで15万もとんの!?〜」

　　脚本：ネプチューン堀内健/演出：金沢知樹『海の家ラッキーセブン』（水道屋社長）
- BQMAP20周年記念公演#2「風雲天狗〜ムーンライトセレナーデ」（小早川佑都）

2012年
- BQMAP番外公演「Flow Flow」（シングルキャスト/お婆さん・語り部）
- 案山子堂「半分しか見えない」
- 覇天候『登校日へ行こう』（工藤玲奈）
- 佐藤翔一座　旗揚げ公演『Fleet+Flight』（倉田智秋）
- BQMAP本公演「プリオシンの竜骨」（ザネリ/少年1）

2013年
- ソラリネ#6 「僕たちの町は一ヶ月後ダムに沈む」（羽田由紀恵）
- 「解体屋!!BARASHIYA〜そこは残しておくよ〜」
- 「*Pnish*Radio Killed The Radio Star」（あやかしCLUB として声の出演）
- ソラリネ#8 「青春ガチャン」（美里）

2014年
- なめくじ劇場「なめくじ劇場LIVE2」（新人インタビュアー/患者）
- エムキチビート音劇「朱と煤 aka to kuro」（玖本院紫子/貴婦人/母/クソガキA/母/カンパニー）

2015年
- なめくじ劇場「なめくじ劇場LIVE3」（さとみに似た女/人質の少女）

2020年
- StoneCrabs Theatre「Heights Of Divine Apathy(Waiting of Godot）」（Vladimir※英語）

## 出演番組（ラジオパーソナリティ活動）

### ラジオ
2006年
- 渋谷FM
- 木場FM

2007年
- FM浦和　REDSWAVE　「SundayExpress」

2008年
- ロサンゼルス日系24時間ラジオ

2013年
- 岩下政之のSPICE BIRD RADIO(初代アシスタント)

2015年
- RainbowTown FM 「ACROSS★TALK」

## 出演作品（歌手活動）
2013年
- あやかしCLUB「恋はぬらりひょん」（しまひょん）

2016年
- 「放課後ミッドナイターズ」サウンドトラック（コーラス）

2019年
- 関テレ「IKKOの幸せにしてあげるわよ〜女王が教える目利きワザ〜」（目利きワザソング）

## 出版物・DVD
2010年
- 「ライブイン・ヨコハマ」

2011年
- 「BQMAP太陽の砦」
- 「BQMAP大図〜月から江戸まで八百歩〜」

2012年
- 「旅するぬいぐるみ」
- 「BQMAP 風雲天狗4〜ムーンライトセレナーデ〜」

2013年
- 「労働科学研究所へようこそ」（ナレーション）

2015年
- 「エムキチビート音劇『朱と煤 aka to kuro』」

2015年
- 「ジェリージャム vol.1」（グーモ）
- 「ジェリージャム vol.2」（グーモ）

### 書籍
2012年
- 東京書店「みんなのおうたえほん」（童謡歌唱収録）